# إريك بيرغمان (قسيس)
إريك بيرغمان (بالسويدية: Erik Bergman)‏ هو قسيس سويدي، ولد في 22 أكتوبر 1886 في Mörbylånga Parish ‏ في السويد، وتوفي في 26 أبريل 1970 في ستوكهولم في السويد.